# Skalskie (polana)
Skalskie – jedna z dwóch polan pomiędzy Skalskim Potokiem i jego dopływem – potokiem Spadnik w Małych Pieninach. Druga, to położona po jej zachodniej stronie polana Zaskalskie, obydwie znajdują się tuż powyżej lasu w górnej części doliny Skalskie. Na mapie turystycznej polana Skalskie ma nazwę Bosiłskie Ubocze.
Obydwie polany to pozostałości dawnych pól uprawnych Łemków zamieszkujących przed II wojną światową nieistniejącą już wieś Białą Wodę. Stały tutaj liczne ich chyżki (domy). Po wysiedleniu Łemków i spaleniu ich domów przez jakiś czas funkcjonowała tu socjalistyczne gospodarstwo zajmujące się hodowlą owiec. Na pobliskiej Polanie pod Wysoką istnieją jeszcze resztki zabudowań bacówki. Gospodarstwo wkrótce jednak upadło. Obecnie Skalskie i inne polany wokół są wypasane przez gazdów z Podhala.
Z polany ładny widok na znajdujące się na zachodnich stokach Góry Repowej strome wapienne skały zwane Dziobakowymi Skałami. Nie prowadzi tędy żaden szlak turystyczny, ale można podejść tutaj np. od Jaworek przez rezerwat przyrody Zaskalskie-Bodnarówka (wymaga to zgody nadleśnictwa), lub zejść w dół z niebieskiego szlaku turystycznego prowadzącego grzbietem Małych Pienin.
Bosiłskie Ubocze znajduje się w granicach wsi Jaworki w województwie małopolskim, w powiecie nowotarskim, w gminie miejsko-wiejskiej Szczawnica.